# Katharina Feike

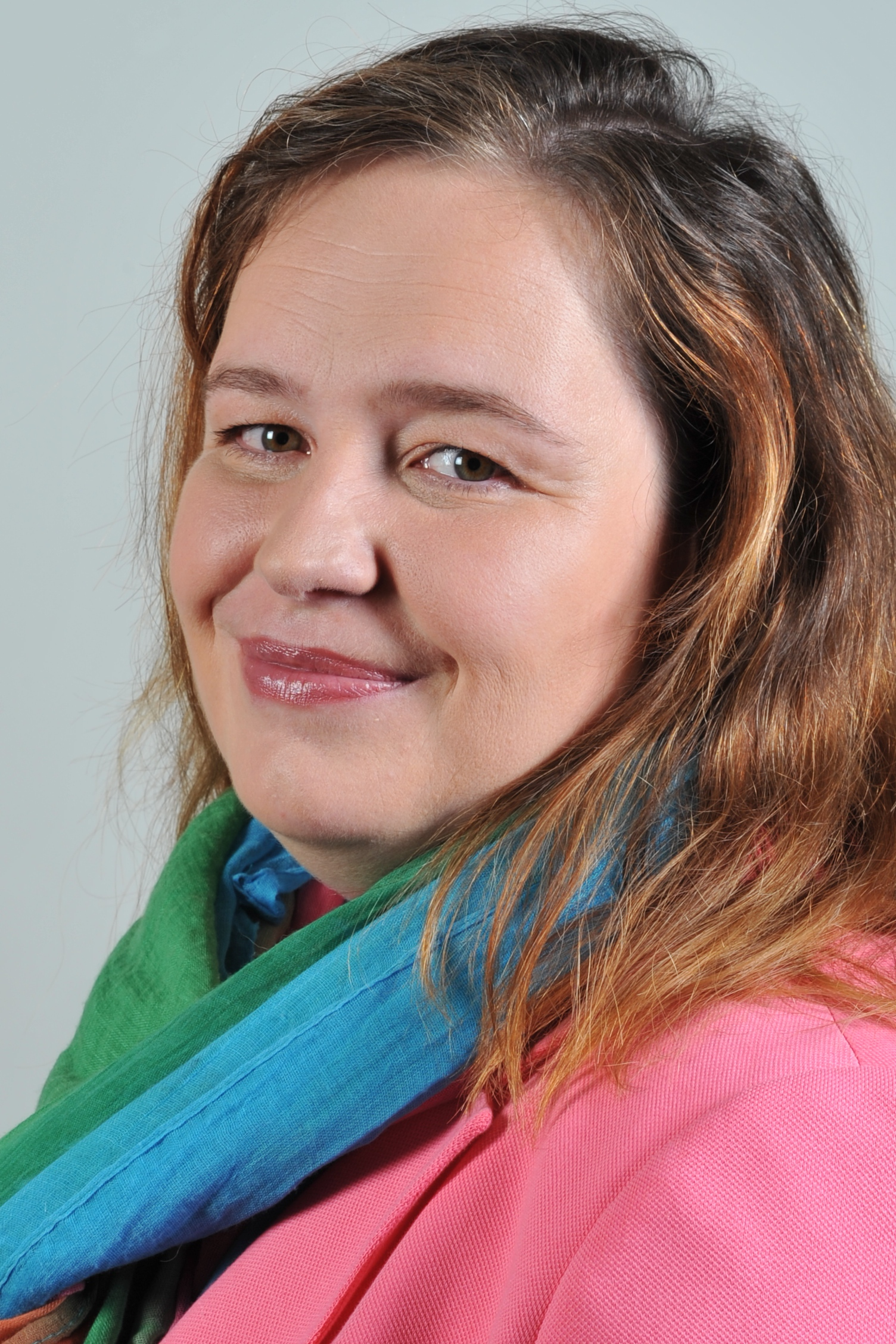
Katharina Feike 2013

Katharina Feike (* 5. September 1976 in Greifswald) ist eine deutsche Politikerin (SPD). Von 2011 bis 2016 war sie Mitglied des Landtages Mecklenburg-Vorpommern.

## Leben
Feike besuchte die Polytechnische Oberschule Bansin und die Gymnasien in Heringsdorf und Wolgast, studierte danach Staats- und Rechtswissenschaft an der Universität Greifswald und machte dort auch das Magisterstudium der Politikwissenschaft, Erziehungswissenschaft und Betriebswirtschaftslehre. Seit 2008 ist sie selbständig im Straußenpark Pudagla, einem Familienbetrieb auf der Insel Usedom tätig. Von 2009 bis zu ihrer Wahl in den Landtag war sie als wissenschaftliche Mitarbeiterin des Bundestages tätig. Ebenfalls in 2009 wurde sie Fraktionsgeschäftsführerin der SPD-Kreistagsfraktion Ostvorpommern bis zu deren Auflösung durch die Kreisgebietsreform Mecklenburg-Vorpommern.
Feike war seit 2005 Vorstandsmitglied und ab 2009 Vorsitzende des SPD-Ortsvereins Insel Usedom. Sie gab dieses Amt vor ihrer Wahl in den Landtag allerdings ab. Sie wurde 2008 stellvertretende Vorsitzende des SPD-Kreisverbandes Vorpommern-Greifswald. Sie gehört dem SPD-Landesvorstand Mecklenburg-Vorpommern an und ist stellvertretende Vorsitzende der SPD-Regionalgruppe Vorpommern. Bei der Bundestagswahl 2009 trat sie im Bundestagswahlkreis Greifswald – Demmin – Ostvorpommern für das Direktmandat an, unterlag jedoch Matthias Lietz von der CDU und zog auch nicht über die Liste in den Bundestag ein. Aktuell wäre sie die zweite Nachrückerin für einen SPD-Politiker aus Mecklenburg-Vorpommern. Bei der Landtagswahl 2011 gelang ihr jedoch der Einzug in den Landtag von Mecklenburg-Vorpommern.
Feike wohnt in Heringsdorf und ist ledig.